# Calicula
Erygia là một chi bướm đêm thuộc họ Noctuidae.